# Большое Ямашево
Большо́е Яма́шево (чув. Мӑн Ямаш) — село в Аликовском муниципальном округе Чувашской Республики. Входило в состав Шумшевашского сельского поселения до его упразднения в 2022 году.

## География
Большое Ямашево расположено западнее административного центра Аликовского района на 20 км. Рядом с деревней протекает речка Хоршеваш.

### Климат
Климат умеренно континентальный с продолжительной холодной зимой и тёплым летом. Средняя температура января −12,9 °C, июля 18,3 °C, абсолютный минимум достигал −44 °C, абсолютный максимум 37 °C. За год в среднем выпадает до 552 мм осадков.

### Население
| 2010 | 2012 |
| ---- | ---- |
| 258  | ↗340 |

## История
Основателем села (деревни) был чувашский крестьянин — язычник Ямаш, от его имени и происходит название населенного пункта.
До 1927 года деревня входила в Аликовскую волость Ядринского уезда. 1 ноября 1927 года — в составе Аликовского района, после 20 декабря 1962 года — в Вурнарском районе. С 14 марта 1965 года снова в Аликовском районе.

## Связь и средства массовой информации
- Связь: ОАО «Волгателеком», Билайн, МТС, Мегафон. Развит интернет ADSL технологии.
- Газеты и журналы: Аликовская районная газета «Пурнăç çулĕпе»-«По жизненному пути». Языки публикаций: чувашский, русский.
- Телевидение:Население использует эфирное и спутниковое телевидение. Эфирное телевидение позволяет принимать национальный канал на чувашском и русском языках.

## Люди, связанные с Большое Ямашево
- Трофимов, Захар Трофимович — генерал-майор, кавалер орденов.
- Синичкин, Виссарион Вениаминович — чувашский писатель, прозаик.
- Владимир Ямаш — чувашский писатель, поэт.